# مالیات پنهان
مالیات پنهان مالیاتی است که برای مالیات‌دهندگان قابل رویت نیست. این مالیات‌ها می‌توانند قیمت کالاها را افزایش، و حقوق کارگران را کاهش دهند. مالیات‌های پنهان، در عین پنهان بودن، می‌توانند قدرت خرید افراد را به میزان قابل توجهی کاهش دهند.
بسیاری از انواع مالیات‌ها مانند مالیات‌های پنهان رفتار می‌کنند:
مالیات بر درآمد شرکت‌ها
به دلیل این مالیات، سهامداران شرکت و کارکنان شرکت به ترتیب سود و دستمزد کمتری دریافت می‌کنند. همچنین مالیات در هزینه کالاها و خدمات پنهان است و بنابراین، توسط مصرف‌کننده پرداخت می‌شود.
تعرفه یا مالیات بر واردات
هدف از تعرفه‌ها افزایش قیمت کالا و خدمات وارداتی و محصولات تولیدشده در خارج کشور و نتیجتاً کاهش رقابت است.
مالیات بر گناه
مالیات بر مشروبات الکلی و سیگار از جمله این موارد هستند که مالیات‌های واپسگرا (تنازلی) محسوب می‌شوند.
مالیات سفر
مالیات تورمی
مالیات تورمی یک نوع مالیات واپسگرای پنهان است.
سرکوب مالی
طیف وسیعی از اقدام‌هایی که دولت‌ها می‌توانند برای کاهش بدهی خود به کار گیرند. این اقدامات اغلب با تورم همراه است.
سود شرکتهای دولتی
به ویژه هنگامی که شرکت دولتی دارای انحصار تحت حمایت قانون است و سودهای بیش از حد به‌دست می‌آورد، چنین سودهایی ممکن است به عنوان مالیات پنهان مورد انتقاد قرار گیرد. برخی از دولت‌ها تجارت الکل را در انحصار خود قرار می‌دهند (چنین سودهایی مربوط به مالیات بر گناه است).
مالیات فروش مانند مالیات بر گردش مالی

## ایالات متحده
مطالعه مؤسسه نوآوری در سیاست نشان می‌دهد که مالیات‌های پنهان سرانه ۲۴۶۲ دلار است.

### مالیات پنهان
پنجک‌های «درآمد نقدی خانوار» بر اساس بنیاد مالیاتی، مربوط به سال تقویمی 2004
|                       | ۲۰ درصد پایین | دومین ۲۰ درصد | سومین ۲۰ درصد | چهارمین ۲۰ درصد | ۲۰ درصد بالایی |
| --------------------- | ------------- | ------------- | ------------- | --------------- | -------------- |
| مجموع مالیات‌های فدرال | ۳۸٫۹          | ۵۵٫۷٪         | ۶۱٫۵٪         | ۶۴٫۴٪           | ۷۰٫۲٪          |
| درآمد                 | ۴٫۰           | ۱۲٫۰٪         | ۱۷٫۶          | ۲۲٫۶            | ۳۵٫۷           |
| حقوق و دستمزد         | ۲۱٫۲٪         | ۳۰٫۶          | ۳۲٫۰٪         | ۳۰٫۴            | ۲۲٫۵٪          |
| درآمد شرکتی           | ۶٫۳           | ۸٫۴           | ۸٫۲٪          | ۸٫۲٪            | ۸٫۱            |
| گاز                   | ۱٫۶           | ۱٫۲٪          | ۱٫۰٪          | ۰٫۸             | ۰٫۶            |
| نوشیدنی‌های الکلی      | ۰٫۸           | ۰٫۴           | ۰٫۴           | ۰٫۳٪            | ۰٫۲            |
| تنباکو                | ۱٫۲٪          | ۰٫۶           | ۰٫۳٪          | ۰٫۲             | ۰٫۱٪           |
| سوخت دیزلی            | ۰٫۲           | ۰٫۳٪          | ۰٫۳٪          | ۰٫۳٪            | ۰٫۳٪           |
| حمل و نقل هوایی       | ۰٫۵٪          | ۰٫۴           | ۰٫۴           | ۰٫۴             | ۰٫۴            |
| سایر مشاغل            | ۱٫۰٪          | ۰٫۶           | ۰٫۴           | ۰٫۴             | ۰٫۲            |
| گمرک، وظایف و غیره    | ۲٫۲           | ۱٫۲٪          | ۰٫۹           | ۰٫۸             | ۰٫۵٪           |
| املاک و هدیه          | ۰٫۰٪          | ۰٫۰٪          | ۰٫۰٪          | ۰٫۰٪            | ۱٫۷            |